# Charles de Villers
Charles Dominique François Villers ou simplesmente Charles Villers, (Boulay-Moselle,  4 de novembro de 1765 - Göttingen, 26 de fevereiro de 1815) foi um escritor francês, pouco conhecido e um dos primeiros comparativista. Provedor de Justiça incansável, dedicou sua vida a fazer conhecida a rica cultura alemã e seu pensamento na França .  Foi membro correspondente do Institut de France, Professor da Universidade de Göttingen, Cavaleiro da "Real Ordem Militar  de St. Louis" e da "Ordem real da Estrela Polar da Suécia".

## Biografia
Filho de um cobrador de impostos particular, ele entrou aos nove anos na faculdade dos Beneditinos de Saint-Jacques Metz, onde permaneceu até a idade de quinze anos . Aspirante em 1780, Charles Villers (cujo nome ainda não partícula) foi admitido no ano seguinte, não sem dificuldade, a escola de artilharia.
Ele se tornou um estudante de Escola de aplicação da artilharia e engenheiros de Metz . Nomeado segundo-tenente no regimento Toul em 1 de Setembro de 1783, ele foi para Estrasburgo, onde foi incorporado no sistema de artilharia Metz.

### Magnetismo animal
Como outros oficiais,  tais como o coronel de artilharia Armand Marie Jacques de Chastenet de Puységur, o marquês de Puységur, ele se torna interessado no magnetismo animal . Ele começou a publicar ensaios sobre o Mesmerismo .
Viller, fez parte da Société de l'Harmonie Universelle (Sociedade da Harmonia Universal) em Metz,  sendo um de seus Membros e defensores criou o livros de ensaio filosófico Le Magnétiseur amoureux em 1787. 

## Paixão pela cultura, filosofia e Alemanha
Durante a Revolução Francesa ele publicou um escrito de nome  On Liberty ", no qual ele defendeu a ideia de que deve ser reservada para pessoas virtuosas e que a França ainda não estava madura para desfrutar. Esta escrita lhe rendeu a hostilidade dos jacobinos.
Em 1792, emigrou e serviu alguns meses no Exército dos Príncipes, antes de se estabelecer em Alemanha onde permaneceu até sua morte. Ele primeiro se hospedaram no Westphalia, e depois se matriculou em 1796 como um estudante na Universidade de Göttingen,onde ele se conecta com professores mais ilustres, quando conheceu Dorothea von Rodde-Schlözer , filha do historiador August Ludwig von Schlözer, a primeira mulher doutora em filosofia da universidade e a esposa do senador Rodde Matthäus von Lübeck.
Ele está em sua casa em Lübeck nos anos de 1797-1811 e passa a contribuir para a revue Le Spectateur du Nord, fundada por Amable Baudus e publicada em Hamburgo , com outros imigrantes franceses.
Na filosofia de Immanuel Kant ou princípios fundamentais da filosofia transcendental, no prefácio ele comparou a cultura francesa, apresentada como brilhante e com luz para admitir a cultura alemã, descrito como mais séria e científica. Em outubro de 1803, ele reuniu-se em Metz com a Madame de Stael Germaine de Staël, com quem ele já tinha uma correspondência amigável e que influenciou de forma sustentável em seus estudos de literatura alemã.
Em 1804, o seu "Ensaio sobre a Reforma da Martinho Lutero valeu-lhe ser atribuído um prémio pelo Instituto de França . Ele também trouxe um olhar sobre o estado atual da literatura antiga e história na Alemanha  em 1809 .
Mas sua simpatia pela Alemanha não se limitou à literatura; ele constantemente defendia os interesses do país que lhe deu abrigo, se a liberdade das cidades hanseática ou a existência de universidades ameaçadas por Napoleão. Quando as tropas francesas ocuparam e saquearam violentamente Lübeck, ele não hesitou em escrever uma carta a Fanny de Beauharnais para denunciar esses abusos. Esta carta e corajoso compromisso das cidades hanseática atraiu a hostilidade de Louis Nicolas Davout que lhe tinha dirigido em Lübeck.
Villers torna-se professor de literatura francesa na Universidade de Göttingen e um associado da Academia Real das Ciências da cidade. Isso também é em parte graças a ele ter seus olhos em universidades de educação pública protestante Alemã, em particular o Reino de Westphalia , que a Universidade de Göttingen foi capaz de evitar que ele fosse eliminado. Infelizmente Villers novamente se torna uma vítima de seu compromisso e circunstâncias históricas. Após a saída da França é demitido de sua cátedra em 1814.
Villers manteve contatos e correspondência  em toda sua vida com os homens mais famosos de seu tempo. Na Alemanha, ele admirava especialmente a Franz Anton Mesmer, Friedrich Heinrich Jacobi,  Johann Paul Friedrich Richter e Johann Wolfgang von Goethe.
Enquanto ele trabalhou toda a sua vida para conciliar a cultura francesa e alemã, foi rejeitado sucessivamente pelos dois países. Apesar dos esforços de seus amigos em lugares altos, ele não encontrou a sua posição e morre de um acidente vascular cerebral à 26 de fevereiro de 1815'.

## Obras
- Le Magnétiseur amoureux, 1787, réédition Vrin, Paris, 2006.
- De la Liberté : son tableau et sa définition ; ce qu'elle est dans la société ; moyens de l'y conserver, 1791.
- Lettres Westphaliennes, 1797.
- Notice littéraire sur M. Kant et sur l'état de la métaphysique en Allemagne au moment où ce philosophe a commencé d'y faire sensation (1798)
- Idée de ce que pourrait être une histoire universelle dans les vues d'un citoyen du monde, 1798.
- Critique de la raison pure, 1799. Résumé de l'œuvre de Kant.
- Philosophie de Kant, ou Principes fondamentaux de la philosophie transcendentale, 1801.
- Lettre de Charles Villers à Georges Cuvier sur une nouvelle théorie du cerveau, par le Dr Gall, ce viscère étant considéré comme l'organe immédiat des facultés morales, 1802.
- Esquisse de l'histoire de l'Église, depuis son fondateur jusqu'à la réformation, pour servir d'Appendice à l'Essai sur l'esprit et l'influence de la réformation de Luther, 1804.
- Essai sur l'esprit et l'influence de la réformation de Luther, ouvrage qui a remporté le prix sur cette question proposée dans la séance publique du 15 germinal an X, par l'Institut national de France : Quelle a été l'influence de la réformation de Luther sur la situation politique des différens États de l'Europe, et sur le progrès des lumières ?, 1804.
- Lettre à Mme la comtesse Fanny de Beauharnais, contenant un récit des événements qui se sont passés à Lübeck dans les journées du jeudi 6 novembre 1806 et les suivantes, 1807.
- Coup d'œil sur les universités et le mode d'instruction publique de l'Allemagne protestante, en particulier du royaume de Westphalie, 1808.
- Constitutions des trois villes libres-anséatiques, Lubeck, Bremen et Hambourg. Avec un mémoire sur le rang que doivent occuper ces villes dans l'organisation commerciale de l'Europe, 1814.
- Précis historique sur la présentation de la Confession d'Augsbourg à l'empereur Charles-Quint, par plusieurs princes, états et villes d'Allemagne, ouvrage posthume de Mr Charles de Villers, suivi du texte de la Confession d'Augsbourg. Nouvelle traduction française, accompagnée de notes, 1817.